# Colostygia serpentinata
Colostygia serpentinata är en fjärilsart som beskrevs av Lederer 1853. Colostygia serpentinata ingår i släktet Colostygia och familjen mätare. Inga underarter finns listade i Catalogue of Life.